# Тахом-Укаб-Как
Тахом-Укаб-Как (майя ta-jo-ma u-K'AB-K'AHK «? огненная рука»; ? — 1 октября 630 ) — правитель Канульского царства со столицей в Цибанче.

## Биография
Тахом-Укаб-Как является преемником Юкном-Ти-Чана, воцарившись 9.9.9.0.5 11 Chikchan 3 Wo (28 марта 622 года). Дата воцарения Тахом-Укаб-Кака записана на стеле 22 из Караколя.
После смерти Ах-Восаль-Чан-Кинича, царя Наранхо, его преемником стал Кушах-Чан-Кинич, он разорвал союз с Канулем. В 626 году Наранхо напал на Караколь, союзника Кануля.
Тахом-Укаб-Как умер 9.9.17.11 .14 13 Ix 12 Sak (1 октября 630 года). Дата его смерти записана в Караколе, где также есть запись, как он в 627 году подарил подарок царю Караколя.

### Семья
Его отцом вероятно был Укай-Кан. Его братья: Юкном-Ти-Чан, Юкном и Юкном-Чен II.